# Liste der Naturdenkmale in Saalstadt
Die Liste der Naturdenkmale in Saalstadt nennt die im Gemeindegebiet von Saalstadt ausgewiesenen Naturdenkmale (Stand 23. Mai 2024).

## Naturdenkmale
| Nr.         | Bezeichnung       | Lage                          | Beschreibung                                    | Bild            |
| ----------- | ----------------- | ----------------------------- | ----------------------------------------------- | --------------- |
| ND-7340-281 | Eiche am Friedhof | Hauptstraße, am Friedhof Lage | Quercus sp., einer von ursprünglich zwei Bäumen | Fotos hochladen |